# Podogaster ruthae
Podogaster ruthae är en stekelart som beskrevs av Ian D. Gauld och Bradshaw 1997. Podogaster ruthae ingår i släktet Podogaster och familjen brokparasitsteklar. Inga underarter finns listade i Catalogue of Life.